# Silvåkra församling
Silvåkra församling var en församling i Lunds stift och i Lunds kommun. Församlingen uppgick 2002 i Veberöds församling.

## Administrativ historik
Församlingen har medeltida ursprung. 
Församlingen var till 1940 moderförsamling i pastoratet Silvåkra och Revinge. Från 1940 till 1962 annexförsamling i pastoratet Harlösa, Hammarlunda, Silvåkra och Revinge. Från 1962 till 2002 annexförsamling i pastoratet Veberöd, Vomb och Silvåkra. Församlingen uppgick 2002 i Veberöds församling.

## Kyrkor
- Silvåkra kyrka